# The Cara Williams Show
The Cara Williams Show  è una serie televisiva statunitense in 30 episodi trasmessi per la prima volta nel corso di una sola stagione dal 1964 al 1965. È una sitcom con protagonista Cara Williams (nel ruolo di Cara Bridges) che aveva già precedentemente lavorato in un'altra sitcom basata sul rapporto di coppia, Pete and Gladys (1960-1962).

## Trama
Frank e Cara provengono entrambi da due divorzi e lavorano nella stessa compagnia. Dopo essersi innamorati si sposano in segreto perché la compagnia proibisce matrimoni e rapporti personali tra i dipendenti. Tutta la serie si evolve sugli equivoci e le situazioni comiche che si vengono a creare perché entrambi devono nascondere sul lavoro e agli altri che sono sposati e abitano nella stessa casa.

## Personaggi
- Cara Bridges (30 episodi, 1964-1965), interpretato da	Cara Williams.
- Frank Bridges (30 episodi, 1964-1965), interpretato da	Frank Aletter.
- Fletcher Kincaid (15 episodi, 1964-1965), interpretato da	Jack Sheldon.
- Damon Burkhardt (15 episodi, 1964-1965), interpretato da	Paul Reed.
- Mary Hammilmeyer (7 episodi, 1964-1965), interpretato da	Jeanne Arnold.
- Agnes (2 episodi, 1964-1965), interpretato da	Audrey Christie.
- Sweeney (2 episodi, 1964-1965), interpretato da	Dave Willock.
- Charlie Paradise (2 episodi, 1965), interpretato da	Pat Buttram.
- Blaine (2 episodi, 1965), interpretato da	Charles Davis.

## Produzione
La serie fu prodotta da Richelieu Productions. Tra i registi della serie è accreditato Keefe Brasselle che figura anche tra i produttori e che produsse nello stesso periodo anche la sitcom The Baileys of Balboa. Il tema musicale, Cara's Theme, è firmato da Kenyon Hopkins.

## Distribuzione
La serie fu trasmessa negli Stati Uniti dal 1964 al 1965 sulla rete televisiva CBS e durò una sola stagione. La serie fu trasmessa anche nei Paesi Bassi con il titolo Getrouwd en ongetrouwd.

## Episodi
| Stagione       | Episodi | Prima TV USA |
| -------------- | ------- | ------------ |
| Prima stagione | 30      | 1964-1965    |